# Volkspark Humboldthain
Der Volkspark Humboldthain liegt im Berliner Ortsteil Gesundbrunnen des Bezirks Mitte. Er wird im Osten von der Brunnenstraße, im Süden von der Gustav-Meyer-Allee, im Westen von der Hussitenstraße und im Norden von der Hochstraße und der dazu parallel führenden Stettiner Bahn begrenzt. Der Volkspark Humboldthain steht als Gartendenkmal unter Schutz.

## Geschichte

### Park vor dem Zweiten Weltkrieg

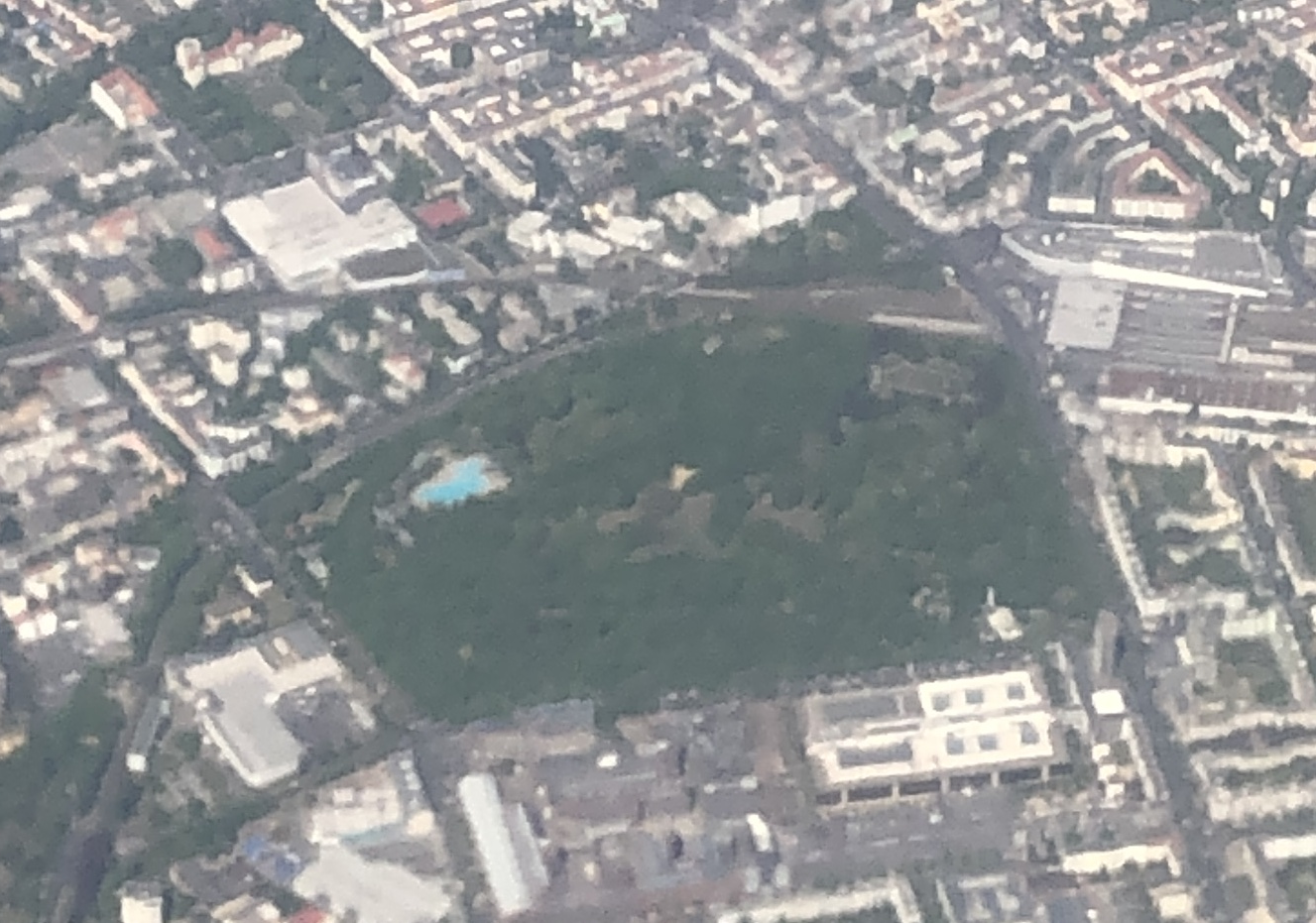
Luftaufnahme vom Volkspark Humboldthain

Die ersten Planungen für den Volkspark begannen 1865. Nach dem 1846 fertiggestellten Volkspark Friedrichshain beschlossen die Berliner Stadtverordneten einen Park für den Norden der Stadt. Hier – zwischen Grenz-, Bad-, Hoch- und Wiesenstraße – besaß die Stadt Berlin ein 15 Hektar großes Grundstück, das um weitere 22 Hektar erweitert werden sollte. Der Baubeginn verschob sich mehrfach, sodass die Arbeiten für den Volkspark schließlich am 14. September 1869, dem 100. Geburtstag von Alexander von Humboldt, begannen.
Zwischenzeitlich mussten die Pläne geändert werden, da ein Teil des vorgesehenen Parkgeländes für die Bahnstrecke im Nordwesten benötigt wurde. Der Bau begann mit der Grundsteinlegung für ein Denkmal Alexander von Humboldts. Ab 1872 war der Park nutzbar und wurde 1876 endgültig fertiggestellt. Gestaltet wurde es nach Plänen des Lenné-Schülers Gustav Meyer.
Neue Gewächshäuser im Park entstanden 1885, 1888 und 1894. In den Jahren 1888/1889 – 20 Jahre nach seiner Grundsteinlegung – kam das Denkmal zu Ehren Humboldts auf einem Hügel dazu. 1893 wurde die (erste) Himmelfahrtkirche an der Brunnenstraße eingeweiht.
Im Jahr 1902 konnte im Park „mitten im Teich auf einem kleinen Hügel“ die Skulptur eines Stiers aufgestellt werden, die der Bildhauer Ernst Moritz Geyger aus Marmor geschlagen hatte. Der Verbleib dieser Skulptur war bis April 2022 ungeklärt.
Gestaltet war der Park als Landschaftspark mit einer starken Betonung der „Natur“. Um den Park einfacher zu erschließen, kamen einige durch Alleen gesäumte Sammelplätze und Promenadenwege hinzu sowie der erste in einem Berliner Park eingerichtete Spielplatz. Dieser war vier Hektar groß, mit Rasen bewachsen, kreisförmig und von Bänken umstellt, von denen aus man den Kindern zusehen konnte. Vorgesehen war er allein für die Nutzung durch Schulen und Vereine, eine allgemeine und frei zugängliche öffentliche Nutzung kam noch nicht in Frage. Im Winter sollte der Spielplatz geflutet werden und als Eisfläche für das Schlittschuhlaufen dienen.
Im Andenken an Alexander von Humboldt bemühten sich die Gestalter, verschiedene Gehölze aus Europa, Asien und Nordamerika anzupflanzen und diese mit Etiketten zu kennzeichnen, um sie den Parkbesuchern zu erklären. Unter anderem gab es eine im Jahr 1873 angepflanzte Gruppe von 70 Gehölzen aus Japan und China, die im Jahreslauf durch eine lange Blütezeit erfreuten. Darunter waren Schnurbäume und Sophoren, die sich hier an den kühleren Standort gut angepasst hatten. Einen eigentlichen Botanischen Garten mit Freilandvivarium für einheimische Reptilien und Amphibien gab es auch, den die Öffentlichkeit mittwochs und freitags gegen Eintritt besichtigen konnte. Ab 1896 entstand im Park eine geologische Wand, die einen Querschnitt durch die Gesteine Mitteleuropas zeigen sollte. 1912 wurde diese in den Schulgarten Blankenfelde, seit 1950 Botanischer Volkspark Blankenfelde-Pankow, verlegt.
Eine erste größere Umgestaltung erfolgte in den 1920er Jahren im Stil der damals modernen Volksgärten. Weitere Spielplätze für Kinder kamen hinzu, ebenso Sportanlagen und Umkleidekabinen. In der Zeit des Nationalsozialismus wurde das Gelände südlich der Gustav-Meyer-Allee dem Werksgelände der AEG zugeschlagen.

### Bunkerbau, Zerstörung und Wiederaufbau

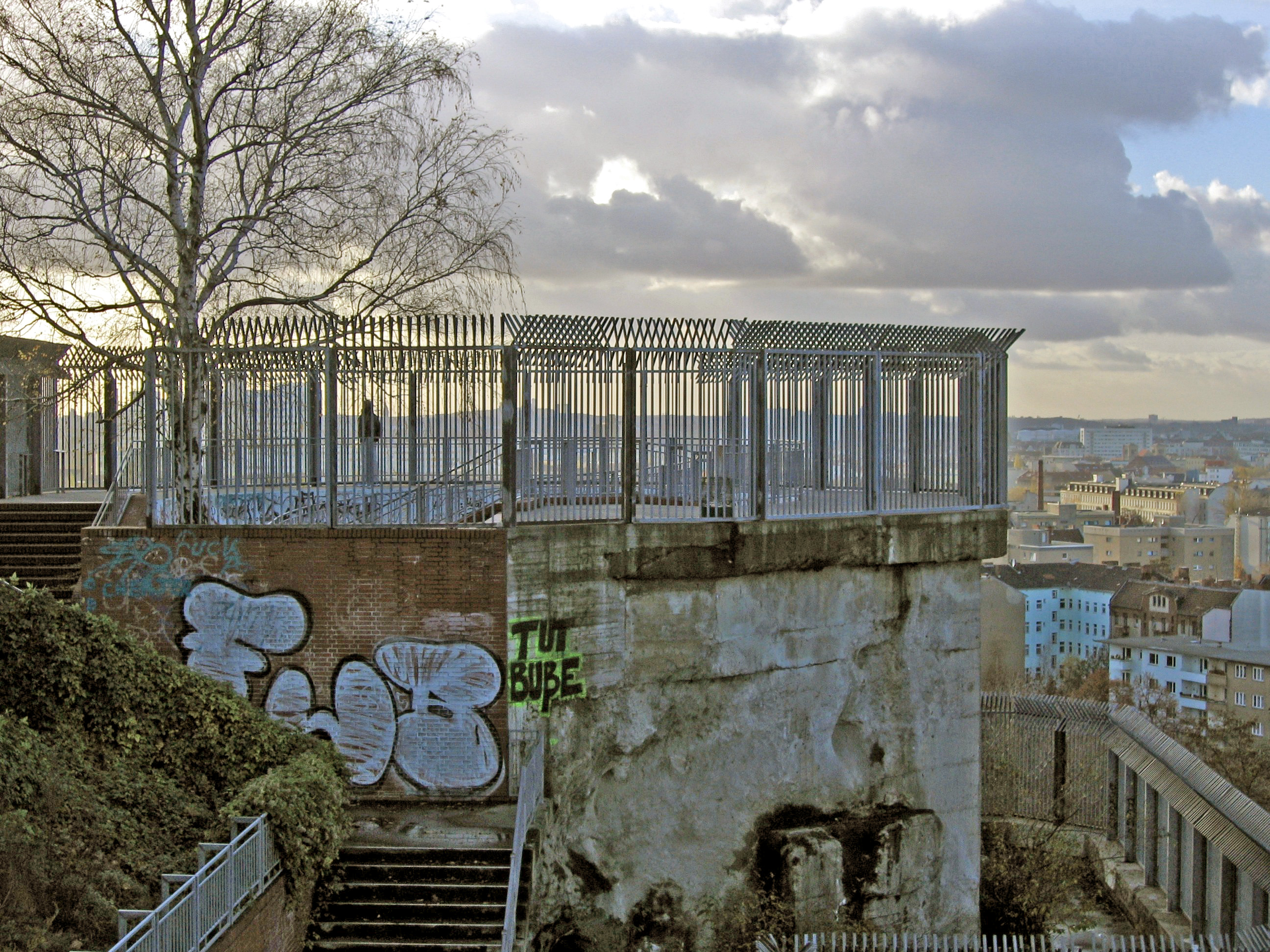
Ehemaliger Flakturm mit Bunkeranlage im Volkspark Humboldthain

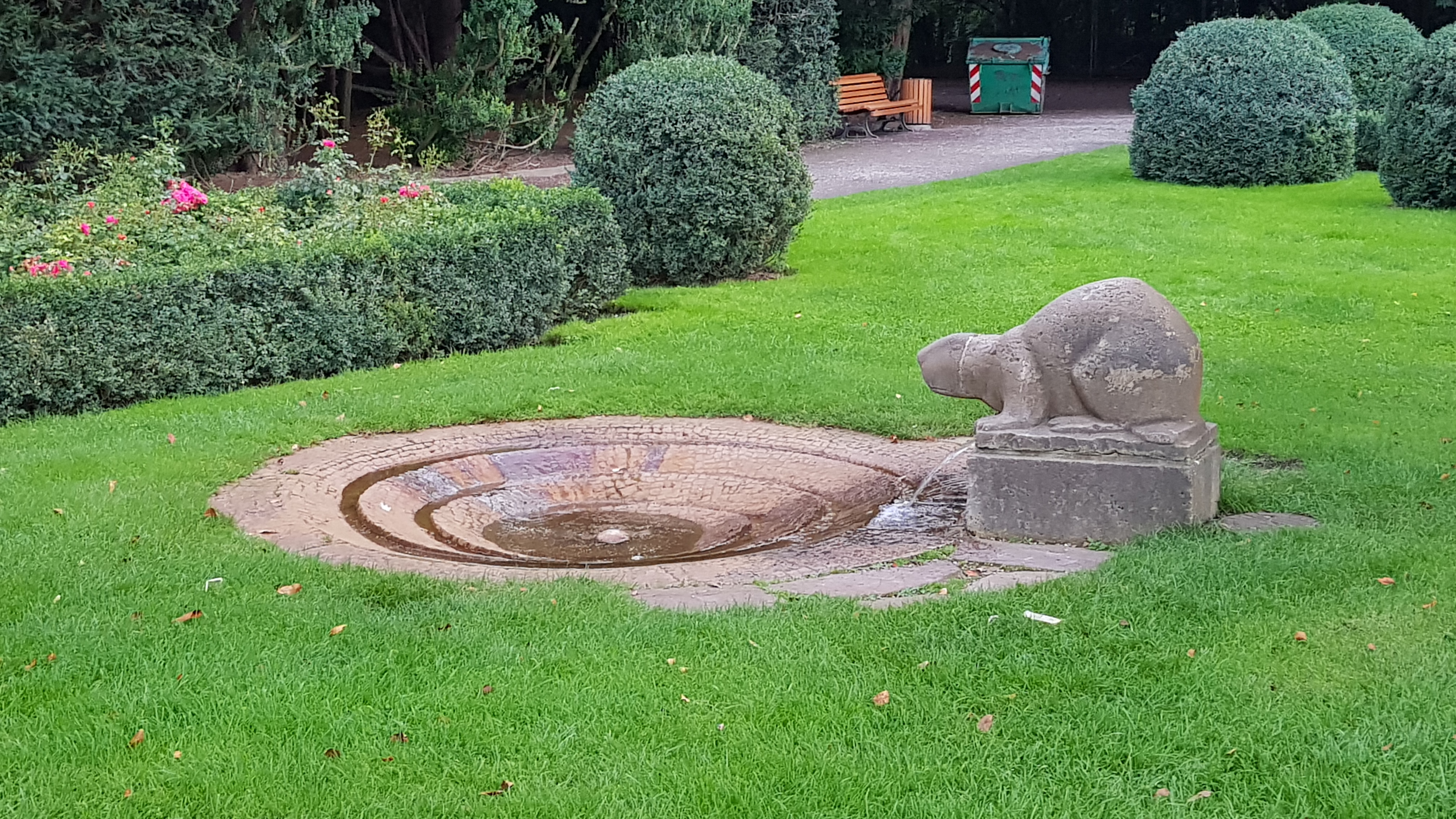
Biberfigur als Brunnen

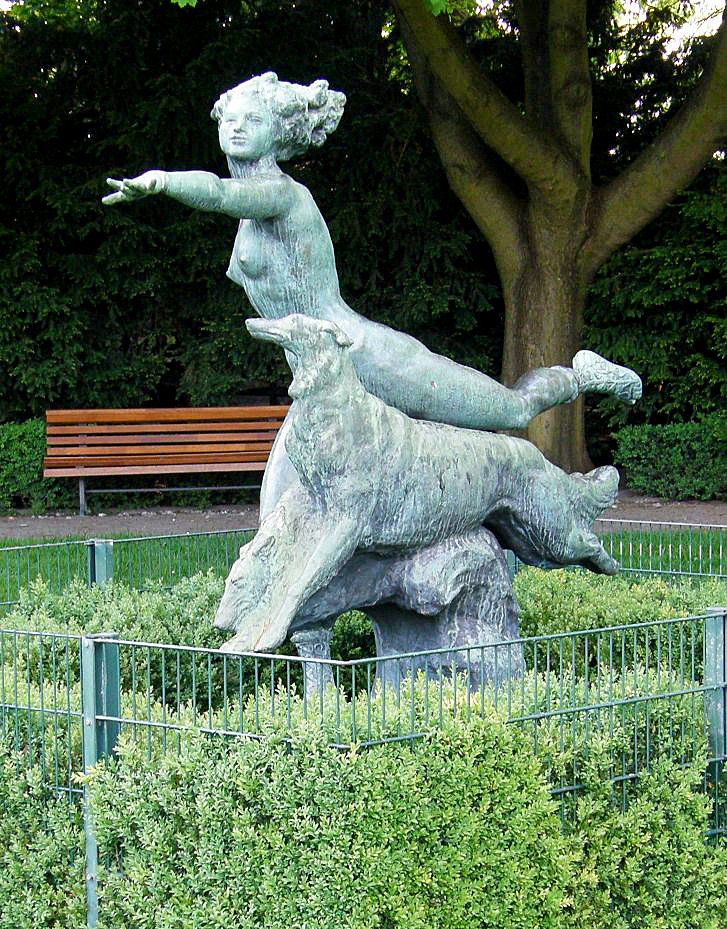
Jagende Nymphe,
Bronze, Walter Schott, 1929

In den Jahren 1941/1942 wurde im Park ein als Hochbunker ausgeführter Flakturm errichtet und etwas südlicher ein als Leitturm bezeichneter Turm mit Radaranlage für die Führung der Flakgeschütze gebaut. Die kurze Bauzeit der monumentalen Bauten war nur unter Einbeziehung zahlreicher Zwangsarbeiter möglich.
Beim Kampf in der Innenstadt in den letzten Tagen der Schlacht um Berlin Ende April/Anfang Mai 1945 wurden die Reste der Wehrmacht auf die beiden Türme zurückgedrängt. Am 2. Mai 1945 sammelten sich im Park etwa 1000 Mann deutscher Kampftruppen aller Waffengattungen unter dem General Erich Bärenfänger. Sie wollten von dort Richtung Norden aus der Stadt ausbrechen. Eine Kommandeursbesprechung unter Bärenfänger kam zu dem Schluss, dass ein Durchbruchskampf aussichtslos sei und so wurde der Befehl gegeben, alle Handwaffen zu zerstören und die Geschütze und Panzer unbrauchbar zu machen. Einzeln und in kleinen Gruppen verließen die meisten Soldaten den Park, um einer Gefangennahme durch die Rote Armee zu entgehen.
Der Leitturm wurde nach dem Kriegsende gesprengt und fast komplett mit Trümmerschutt überdeckt; er dient seitdem im Winter als Rodelbahn. Der nördliche Gefechtsturm wurde teilweise gesprengt und angeschüttet, er erhielt den Namen Humboldthöhe und dient als Aussichtsplattform. Hier steht eine Aluminiumskulptur aus dem Jahr 1967 des Künstlers Arnold Schatz (aus Senne) als Denkmal für die Deutsche Wiedervereinigung, die im Berliner Volksmund „Plumpenpickel“ genannt wird.
Zweiter Weltkrieg und Nachkriegszeit zerstörten den ursprünglichen Volkspark weitestgehend, sodass dieser zwischen 1948 und 1951 komplett neu angelegt wurde. Nach Entwürfen des Weddinger Gartendirektors Rieck wurde der Humboldthain mit Unterstützung von Weddinger Notstandsarbeitern wiederaufgebaut und die Reste der beiden Bunker mit Trümmerschutt angeschüttet. An die kriegszerstörte Himmelfahrtkirche erinnern gegenüber der Einmündung der Ramlerstraße in die Brunnenstraße ein Archäologisches Fenster mit dem Gitter eines Fensters sowie Reste der Grundmauern.

#### Rosengarten

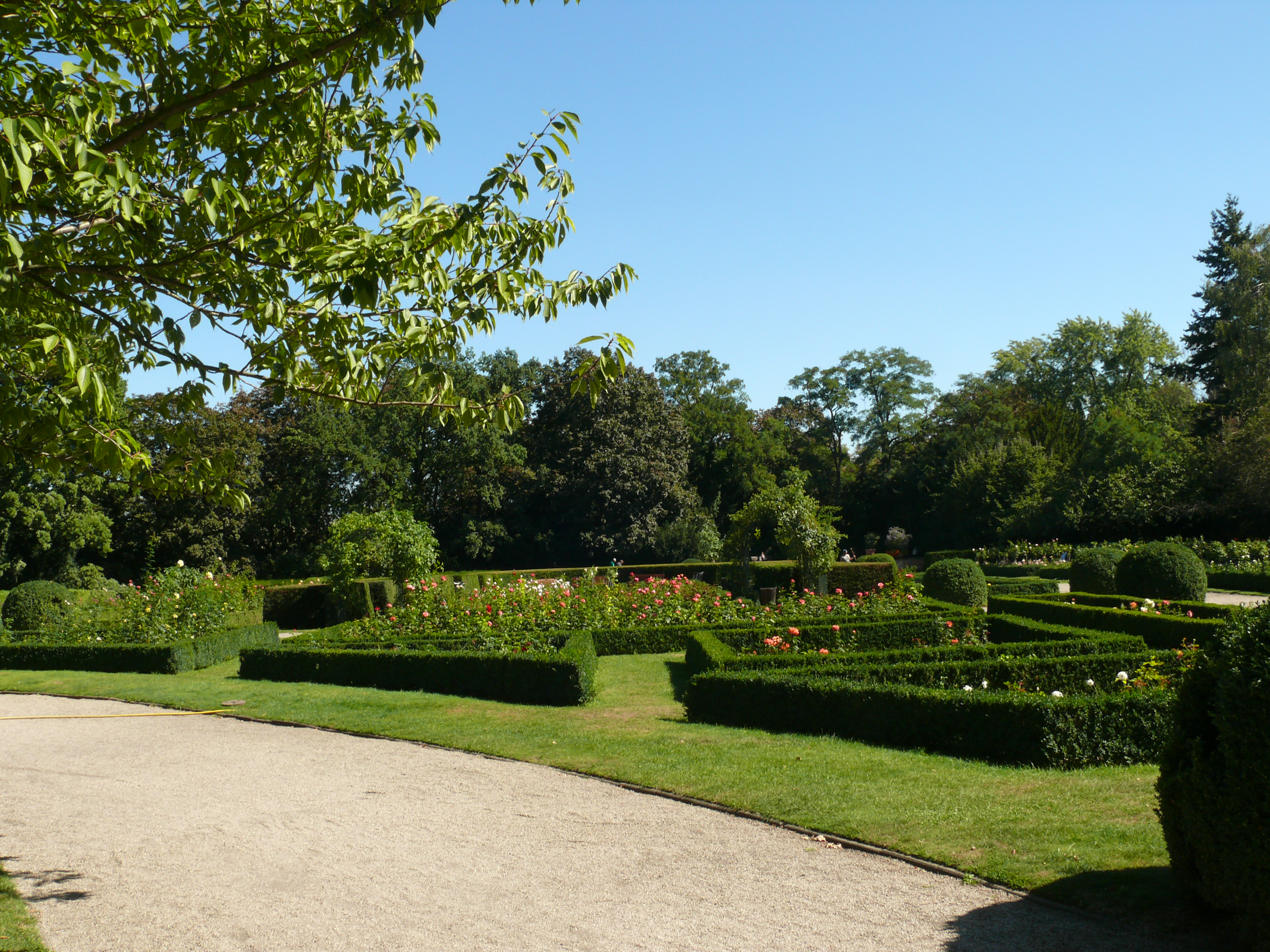
Rosengarten

Die ehemals an dieser Stelle gelegene Himmelfahrtkirche wurde nach Ende des Zweiten Weltkriegs gesprengt und 1956 im südlichen Teil des Humboldthains wiedererrichtet. An ihrem ursprünglichen Standort befindet sich der in geometrischen Strukturen frei gestaltete Rosengarten mit von Buchsbaum eingefassten Rosenbeeten und zahlreichen Sitzbänken, die durch höhere Eibenhecken geschützt sind. Das durch Böschungen aus Hainbuchen und Rhododendren abgeschirmte Areal ist nach dem Vorbild italienischer Renaissancegärten arrangiert. Geometrisch beschnittene Hecken aus Buchsbaum und Eiben strukturieren den Garten. Die etwa 15.000 Rosen in 70 Sorten sind im Sinne des Namensgebers des Parks beschildert. Entlang der bogenförmigen, mit Glyzinien bewachsene Pergola mit vorgelagerten Blumenrabatten ist am Fuß der Humboldthöhe ein Rasenplatz, das ehemalige Seerosenbecken, zu erreichen. Hier befindet sich seit dem Jahr 1953 auch die Figur Jagende Nymphe des Bildhauers Walter Schott. Ein kleiner Brunnen aus Biberfiguren gehört ebenso zum Schmuck des Rosengartens, der an die Tradition des alten, zerstörten Humboldthains anknüpft.

#### Sommerbad Humboldthain

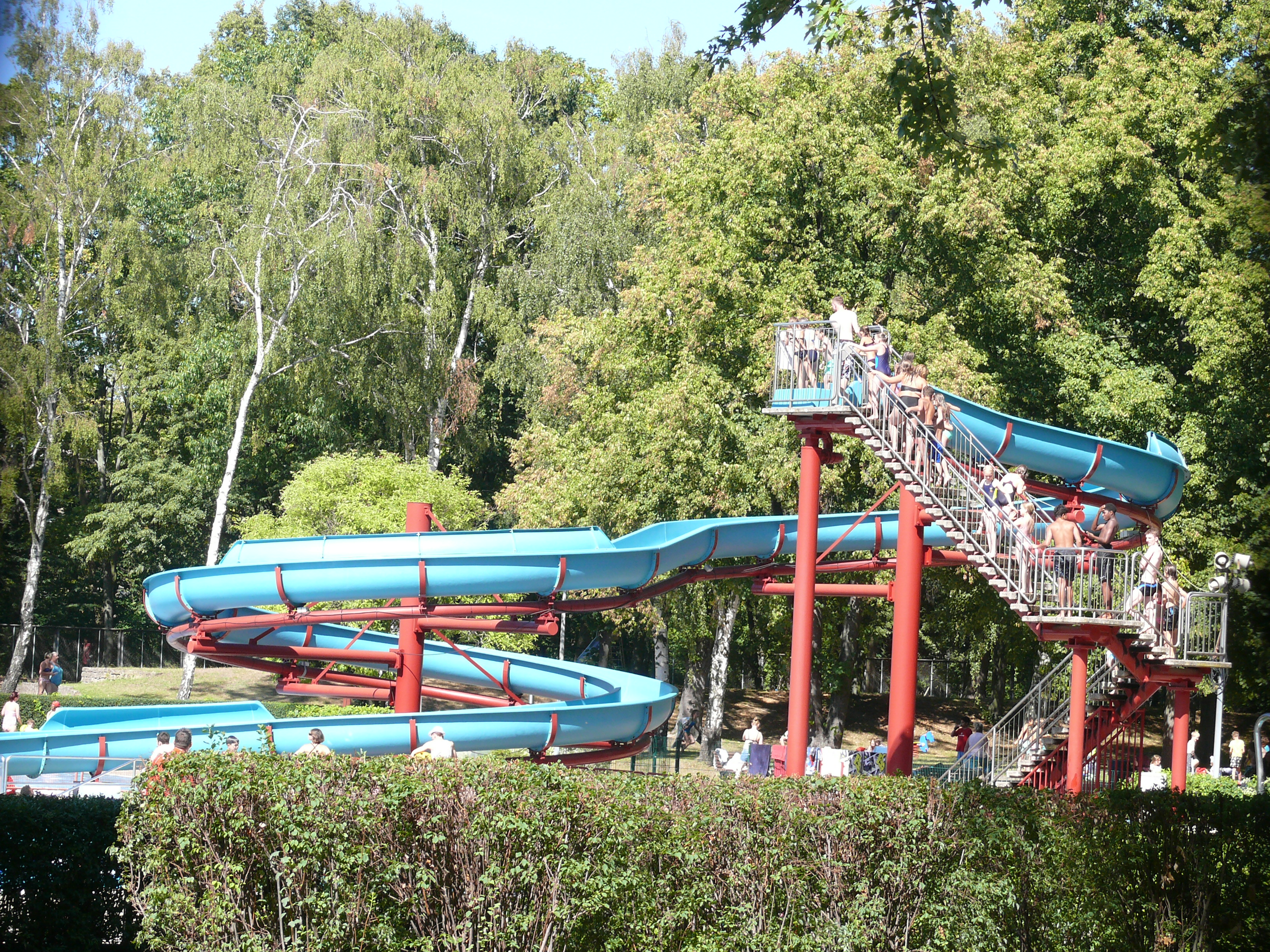
Rutsche im Sommerbad

Das Bad entstand beim Wiederaufbau in den 1950er Jahren westlich der Humboldthöhe. Es verfügt über ein 50-Meter-Becken mit großer gewundener Rutsche, ein großes Planschbecken, eine Sprunganlage mit Sprungbrett und eine große Liegewiese sowie ein Restaurant.

## Sonstiges

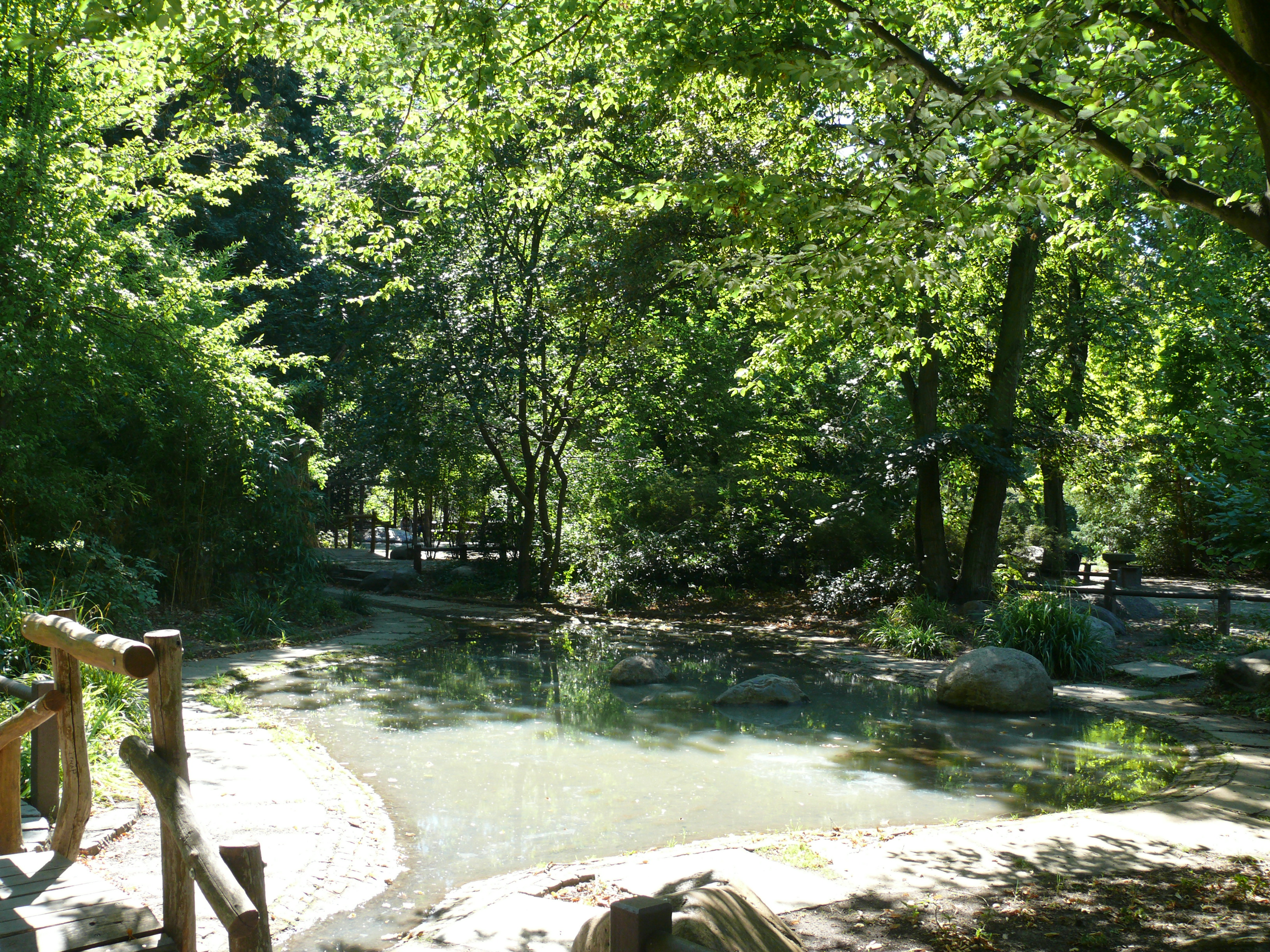
Tümpel als Teil des Wassergartens

Im Jahr 1981 entstand ein Wassergarten, der sich entlang eines kleinen Wasserlaufs durch das Gelände schlängelt. Er entspringt an einem Brunnen auf einer Anhöhe mit einem von Pyramideneichen umgebenen Pavillon und mehreren Sitzgelegenheiten. Der Wasserlauf bildet mehrere Tümpel und Feuchtbiotope, bevor er an der Liegewiese versickert.
Am Hauptweg in der Nähe der heutigen Himmelfahrtkirche steht seit 1952 ein zwei Meter hoher Gedenkstein für den Namenspatron Alexander von Humboldt, eine schlichte Stele aus Muschelkalk mit einem Bildnisrelief, nach einem Entwurf von Karl Wenke ausgeführt.
Neben einem konventionellen Spielplatz an der Liegewiese nahe dem Freibad befindet sich im Humboldthain neben der Himmelfahrtskirche auch ein Abenteuerspielplatz mit Holzhütten.
Durch den Verein Berliner Unterwelten wurden Teile des Gefechtsturms zugänglich gemacht. In den Sommermonaten werden Besucherführungen angeboten, in den Wintermonaten halten sich Fledermäuse in den Räumlichkeiten auf. Der Flakturm ist damit der derzeit drittgrößte Berliner Fledermaus-Überwinterungsplatz, mit rund 250 Tieren, verteilt auf sechs verschiedene Arten.
Am Humboldthain gibt es ähnlich wie am Berliner Kreuzberg einen Weingarten, aus dessen Ernte an Weintrauben jährlich etwa 200 Flaschen Wein gekeltert werden.
Die nördliche Wand des großen Bunkers sowie die Wand des kleinen Bunkers stehen unter dem Hausrecht des Deutschen Alpenvereins (DAV, Sektion Berlin) und werden zum Sportklettern in den oberen Schwierigkeitsgraden genutzt.
2013 wurde im S-Bahnhof Humboldthain der Humboldthain-Club eröffnet, in dem auf zwei Ebenen und einer Freifläche House-, Techno- und sonstige Veranstaltungen stattfinden. Zum Club gehören außerdem Ateliers und Werkstätten.
2018 eröffnete im Sommerbad Humboldthain die Galerie Tropez.

## Daten zum Humboldthain
- Fläche: 29 Hektar
- Entstehungszeit: 1869–1876; Wiederaufbau 1948–1951
- Freizeitangebote: Spazierwege, Liegewiesen, vielfältige Spielmöglichkeiten vor allem für Kinder, Naturerlebnis
- Sonderanlagen: Rosengarten, Freibad, Rodelhang, Wassergarten, Aussichtsplattform, pädagogisch betreuter Spielplatz
- Besonderheit: Hunde und Fahrräder dürfen nicht in den Rosengarten mitgebracht werden
- Rechtsstatus: Gewidmete öffentliche Grün- und Erholungsanlage
- Landschaftsarchitekt: Gustav Meyer, Günther Rieck (Neugestaltung 1948–1951)
- Verkehrsverbindungen: S-Bahn (Station), U-Bahn, verschiedene Buslinien